# ウイリアムズ・タワー
ウイリアムズ・タワー (Williams Tower) は、アメリカ合衆国テキサス州ヒューストンのアップタウン地区にある高層ビル。

## 概要
ヒューストンのビジネス街からは離れている。高さは275m、64階建てで、JPモルガン・チェース・タワー、ウェルズ・ファーゴ・プラザに次いでヒューストンで3番目、テキサス州全体では4番目の高さである。
設計はフィリップ・ジョンソンとジョン・バーギー。51階にスカイロビーがあるが、アメリカ同時多発テロ事件以降は閉鎖されていることが多い。夜間は7,000ワットの光線を夜空に放射しており、65キロメートル先からでも見ることができる。

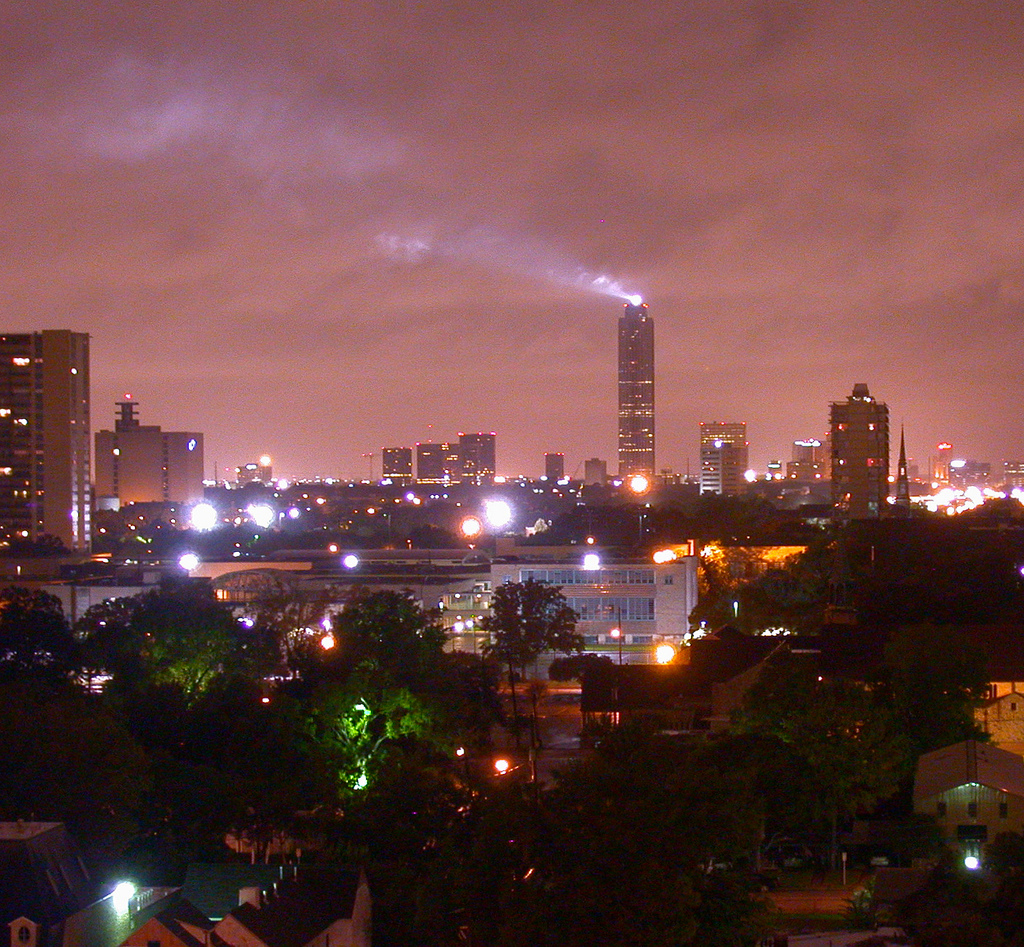
夜のウイリアムズ・タワー